# Hora (vojenský újezd Hradiště)
Hora (německy Horn) je zaniklá vesnice ve vojenském újezdu Hradiště v okrese Karlovy Vary. Ležela v Doupovských horách asi tři kilometry jihovýchodně od Okounova v nadmořské výšce okolo 680 metrů.

## Název
Původní název vesnice Horná je odvozen ze staročeského slova horný (horský) a postupně se měnil a poněmčoval. V historických pramenech se objevuje ve tvarech: Horne (1540), Horu (1542), Horn (1543 , 1787 a 1846) nebo Hora a Horn (1854).

## Historie
Podle německojazyčné vlastivědné literatury z první čtvrtiny dvacátého století Hora patřila v roce 1394 k okounovskému manství, ale Antonín Profous uvádí první písemnou zmínku až k roku 1540. O dva roky později osada byla součástí šumburského panství rodu Fictumů. Hanuš z Fictumu ji v roce 1543 prodal pánům ze Šumburka a roku 1559 Horu koupil Petr Boryně ze Lhoty a na Nezabylicích. Po otci vesnici zdědila dcera Markéta a nejpozději roku 1604 ji prodala bratrům ze Štensdorfu, kteří sídlili v Hlubanech. Od nich Horu obratem koupil Kryštof z Fictumu a připojil ji ke svému kláštereckému panství, u kterého vesnice zůstala až do roku 1850.
Podle urbáře kláštereckého panství z roku 1649 chodili lidé z Hory robotovat na poplužní dvůr v Černýši. Po třicetileté válce v Hoře berní rula z roku 1654 uvádí pět chalupníků a jednoho poddaného bez pozemkového majetku. Ti na málo úrodných polích pěstovali především oves pro vlastní potřebu, ale hlavním zdrojem obživy byla práce v lesích.
Počet domů ve vsi mezi lety 1787 a 1846 vzrostl z devíti na třináct. Hora se nikdy nestala obcí a po zrušení patrimoniální správy bývala od roku 1850 osadou obce Krupice. Už v roce 1868 byla uvedena jako osada Okounova, u kterého zůstala až do svého zániku. Do Okounova docházely děti do školy, bývala tam pošta, fara i četnická stanice. V samotné Hoře podle adresáře z roku 1914 nebyly k dispozici žádné služby.
Vesnice zanikla vysídlením v důsledku zřízení vojenského újezdu v první etapě rušení sídel. Úředně byla zrušena k 15. červnu 1953.

## Přírodní poměry
Hora stávala v katastrálním území Doupov u Hradiště v okrese Karlovy Vary, asi tři kilometry jihovýchodně od Okounova. Nacházela se v nadmořské výšce okolo 680 metrů. Oblast leží v severní části Doupovských hor, konkrétně v jejich okrsku Jehličenská hornatina a samotná osada stála na východním úbočí vrchu Hora (818 metrů). Půdní pokryv v širším okolí tvoří kambizem eutrofní.
V rámci Quittovy klasifikace podnebí se Hora nacházela v chladné oblasti CH7, pro kterou jsou typické průměrné teploty −3 až −4 °C v lednu a 15–16 °C v červenci. Roční úhrn srážek dosahuje 850–1000 milimetrů, sníh zde leží 100–120 dní v roce. Mrazových dnů bývá 140–160, zatímco letních dnů jen 10–30.

## Obyvatelstvo
Při sčítání lidu v roce 1921 zde žilo 62 obyvatel (z toho 33 mužů) německé národnosti a římskokatolického vyznání. Podle sčítání lidu z roku 1930 měla vesnice 53 obyvatel se stejnou národnostní a náboženskou strukturou.
|           | 1869 | 1880 | 1890 | 1900 | 1910 | 1921 | 1930 | 1950 |
| --------- | ---- | ---- | ---- | ---- | ---- | ---- | ---- | ---- |
| Obyvatelé | 63   | 67   | 56   | 63   | 74   | 62   | 53   | .    |
| Domy      | 10   | 11   | 11   | 11   | 11   | 11   | 10   | 7    |